# Damir Zachartdinow
Damir Zachartdinow (ros. Дамир Захартдинов, ur. 2 stycznia 1976 w Taszkencie) – uzbecki zapaśnik w stylu wolnym. Trzykrotny olimpijczyk. Ósmy w Atlancie 1996, czwarty w Sydney 2000 i dziewiąty w Atenach 2004 w kategorii 57–60 kg.
Pięciokrotny uczestnik mistrzostw świata, zdobył brązowy medal w 1999. Piąty na igrzyskach azjatyckich w 2002, dziesiąty w 2006. Pięć medali na mistrzostwach Azji. Trzeci w Pucharze Świata w 1996 i 2001 i szósty w 2005 roku. Brąz na igrzyskach wojskowych w 2007. Wojskowy wicemistrz świata w 1997, 2003, a trzeci w 2006 roku.